# Tunak Tunak Tun
Tunak Tunak Tun, parfois simplement désignée comme Tunak Tunak, est une chanson bhangra/pop créée par le chanteur indien Daler Mehndi et sortie en 1998.
Elle est devenue un phénomène internet (buzz) par son clip, le clip étant regardé pour la valeur humoristique qu'on peut y trouver, la danse considérée loufoque et le fait que les personnages soient tous Daler Mehndi en costumes de couleurs différentes rajoutent au second degré apprécié de la vidéo.
Ce clip est le premier en Inde à avoir utilisé la technique de l'écran bleu, permettant au chanteur de projeter ses images sur plusieurs décors en images de synthèse.
Le clip, avec sa « drôle » de danse et la présence de Daler Mehndi seul, était une réponse à des critiques du monde de la musique pop bhangra. On reprochait à Mehndi que sa musique n'était populaire simplement parce que ses clips montraient des belles femmes danser ; Mehndi décida de contrecarrer ces critiques en faisant un clip ne montrant que lui-même. Comme il l'avait prévu, la chanson fut quand même un grand succès (pour les raisons évoquées ci-dessus), y compris à l'étranger où le clip fut considéré comme "culte". Sur YouTube, elle a été visionnée plus de 190 millions de fois à l'heure actuelle.

## Postérité
- Dans l'extension World of Warcraft: The Burning Crusade du jeu vidéo World of Warcraft de Blizzard Entertainment, les Draeneïs de sexe masculin dansent comme Daler Mehndi.
- Dans l'extension En Formation du jeu vidéo Medal of Honor : Débarquement allié, la danse de Mehndi apparait comme Easter egg.
- La chanson fut la chanson non officielle de l'International Day de Concordia Language Villages en 2005.
- La chanson et le clip ont donné lieu à de nombreuses parodies[4],[2].